# Diplostix karenensis
Diplostix karenensis är en skalbaggsart som först beskrevs av Lewis 1892.  Diplostix karenensis ingår i släktet Diplostix och familjen stumpbaggar. Inga underarter finns listade i Catalogue of Life.